# Église Sainte-Anne du Guerno
L'église Sainte-Anne est une église catholique située au Guerno (Morbihan).

## Localisation
L'église est située dans le département français du Morbihan, au centre du bourg du Guerno.

## Historique
Cette église, construite vers 1570, remplace une chapelle romane qui fut édifiée par des moines de l'ordre des Hospitaliers de Saint-Jean de Jérusalem vers 1160.
L'édifice est classé au titre des monuments historiques par arrêté du 27 octobre 1971.
Des travaux de rénovation sont effectués en 2010.

## Description
Sont particulièrement remarquables :
- à l'extérieur :
  - chaire en saillie sur la façade sud, gravée « AN LAN 1575 DE PAR PG GULLAS » ;
  - porte d'entrée de la nef ;
- à l'intérieur :
  - fresques et boiseries polychromes ;
  - Christ gisant (chapelle du Tombeau) ;
  - stalles en pierres ;
  - tribune en bois sculpté ;
  - croix de l'ancien cimetière.

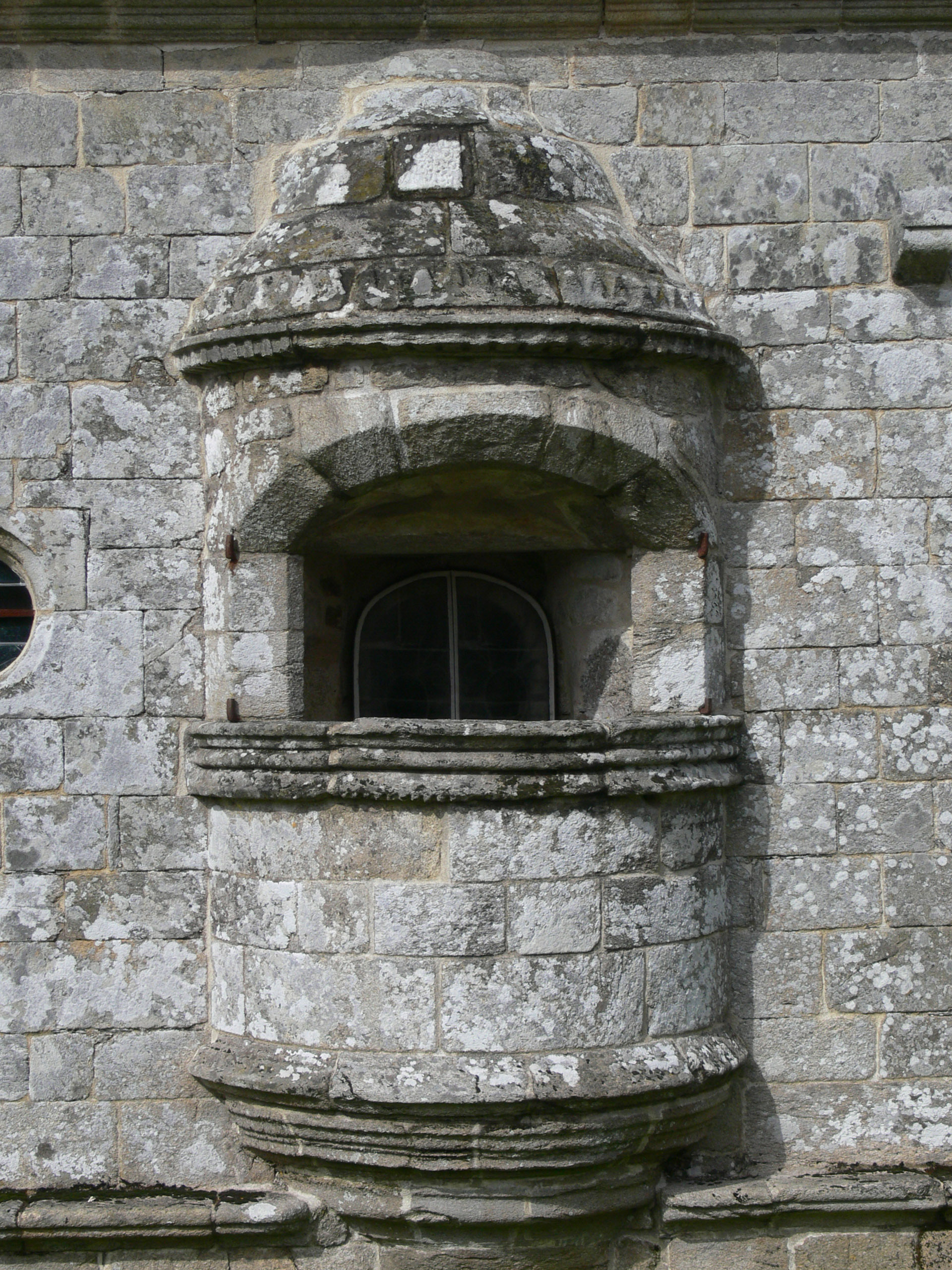
Chaire extérieure.
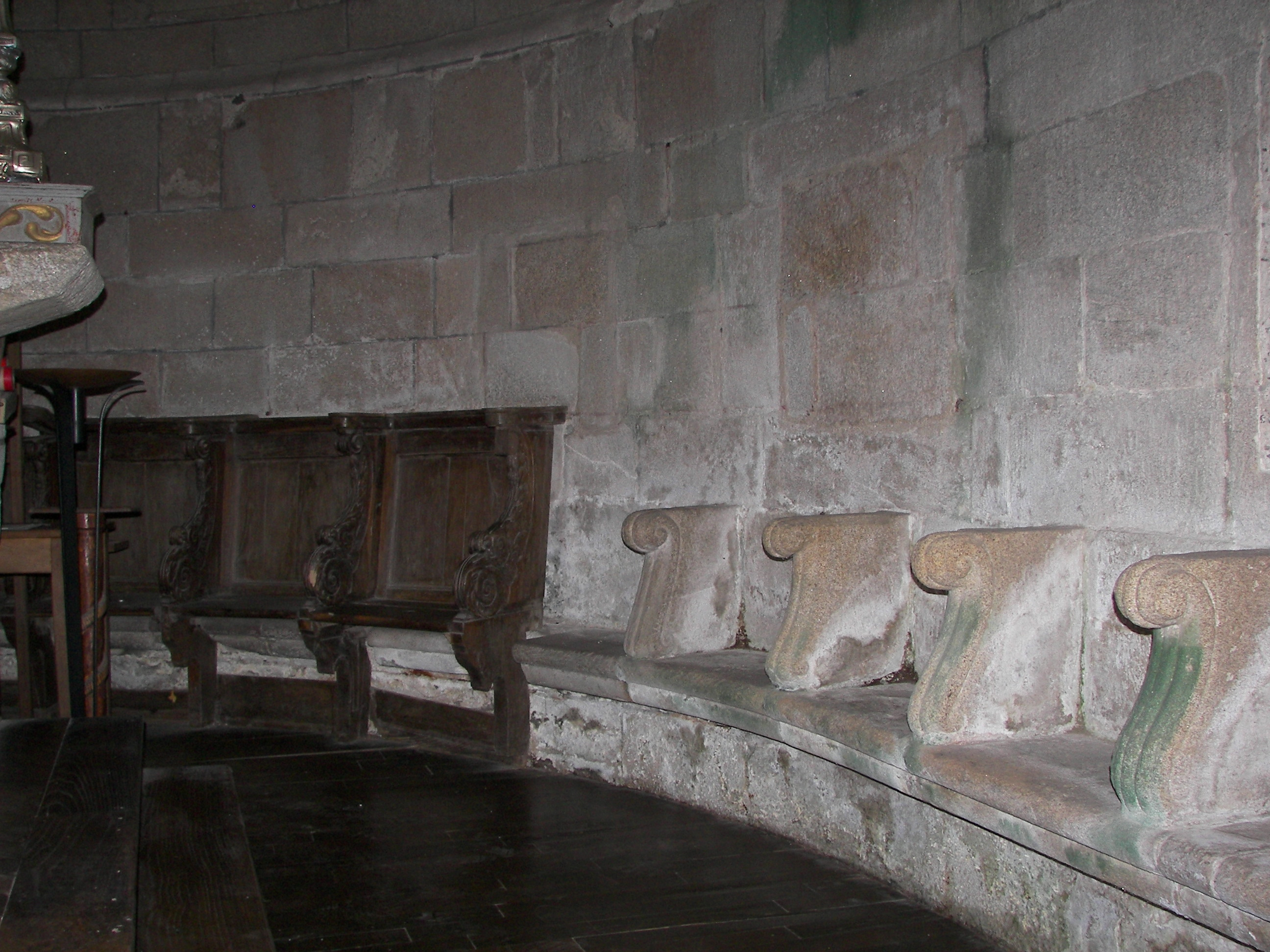
Stalles en pierre.